# Owen County, Kentucky
Owen County är ett administrativt område i delstaten Kentucky, USA, med 10 841 invånare. Den administrativa huvudorten (county seat) är Owenton. 

## Geografi
Enligt United States Census Bureau så har countyt en total area på 917 km². 912 km² av den arean är land och 5 km² är vatten. 

### Angränsande countyn
- Carroll County - nordväst
- Gallatin County - nordost
- Grant County - öst
- Scott County - sydost
- Franklin County - sydväst
- Henry County - väst